# Erica eugenia
Genre
Synonymes
- Apatita Mello-Leitão, 1933

Espèce
Synonymes
- Apatita tristis Mello-Leitão, 1933
- Sarinda scutata Mello-Leitão, 1947

Erica eugenia, unique représentant du genre Erica, est une espèce d'araignées aranéomorphes de la famille des Salticidae.

## Distribution
Cette espèce se rencontre au Panama, au Pérou, en Bolivie, au Brésil et en Argentine.

## Description
Le mâle syntype mesure 4 mm et la femelle syntype 4,3 mm.
Les mâles mesurent de 3,9 à 4,0 mm et les femelles de 4,1 à 4,3 mm.
Cette araignée est myrmécomorphe.

## Systématique et taxinomie
Cette espèce a été décrite par Peckham et Peckham en 1892.
Sarinda scutata a été placée en synonymie par Galiano en 1965.
Apatita tristis a été placée en synonymie par Galiano en 1980.
Ce genre a été décrit par Peckham et Peckham en 1892 dans les Attidae.
Apatita a été placé en synonymie par Galiano en 1980.

## Publication originale
- Peckham & Peckham, 1892 : « Ant-like spiders of the family Attidae. » Occasional Papers of the Natural History Society of Wisconsin, vol. 2, no 1, p. 1-84 (texte intégral).